# Лемма о трезубце
Лемма о трезубце, также называемая леммой о трилистнике и леммой Мансиона, — теорема в геометрии треугольника, связанная со свойствами вписанной, вневписанной и описанной окружностей треугольника.
Лемма о трезубце используется как вспомогательное утверждение при доказательстве многих теорем, в частности, формулы Эйлера или доказательстве существования окружности Эйлера.
Название «лемма Мансиона» было дано в честь бельгийского математика Поля Мансьона. Название же «лемма о трезубце» было дано благодаря сходству с одноимённым оружием ключевой для леммы конструкции (красная на рисунках ниже).

## Формулировка

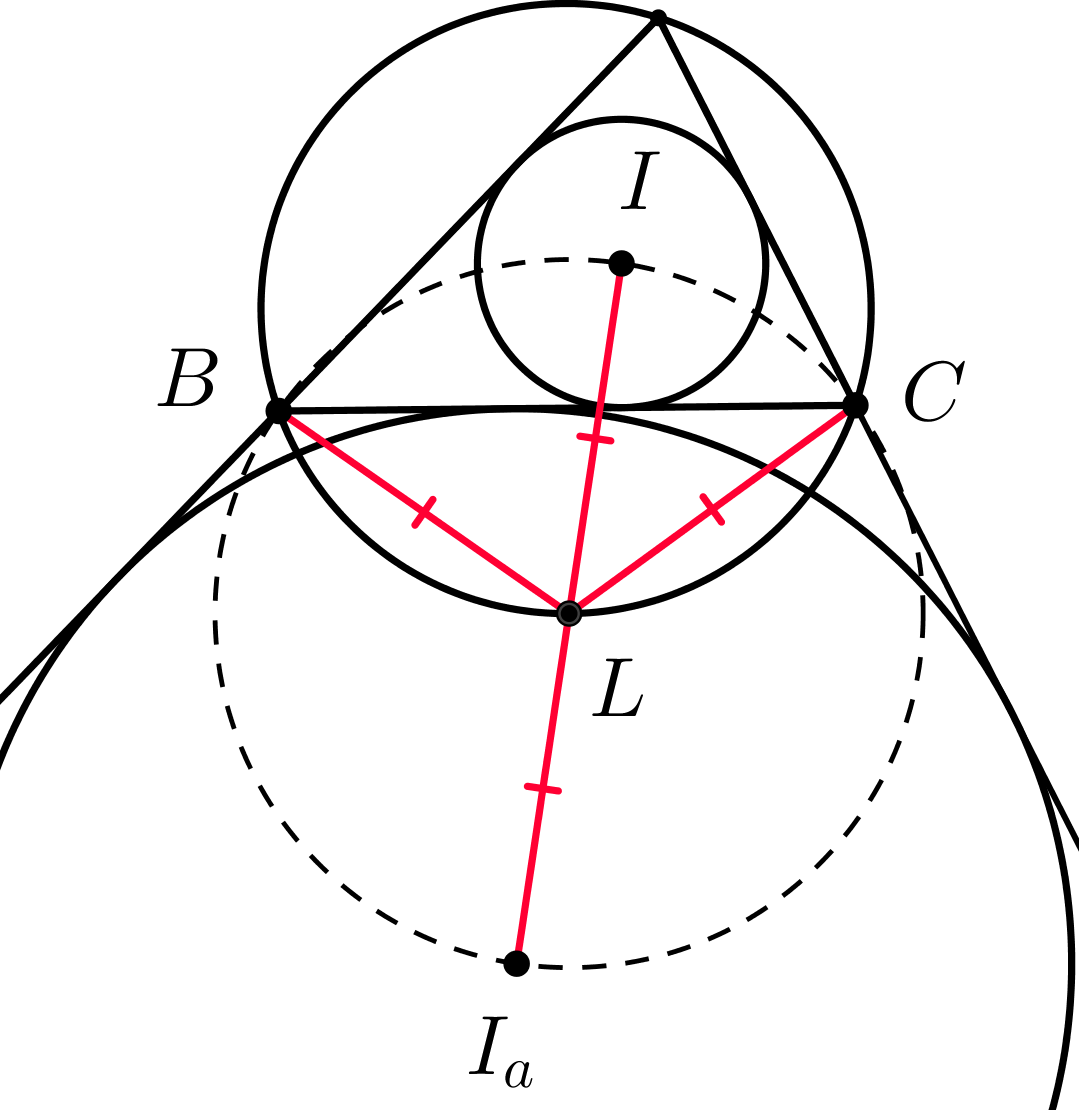
Лемма о трезубце.

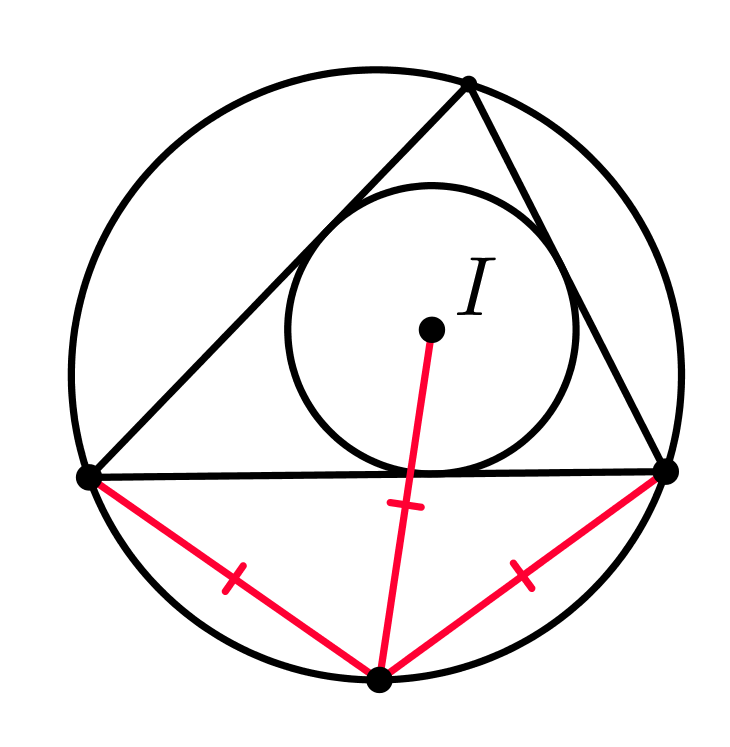
Лемма о трилистнике.

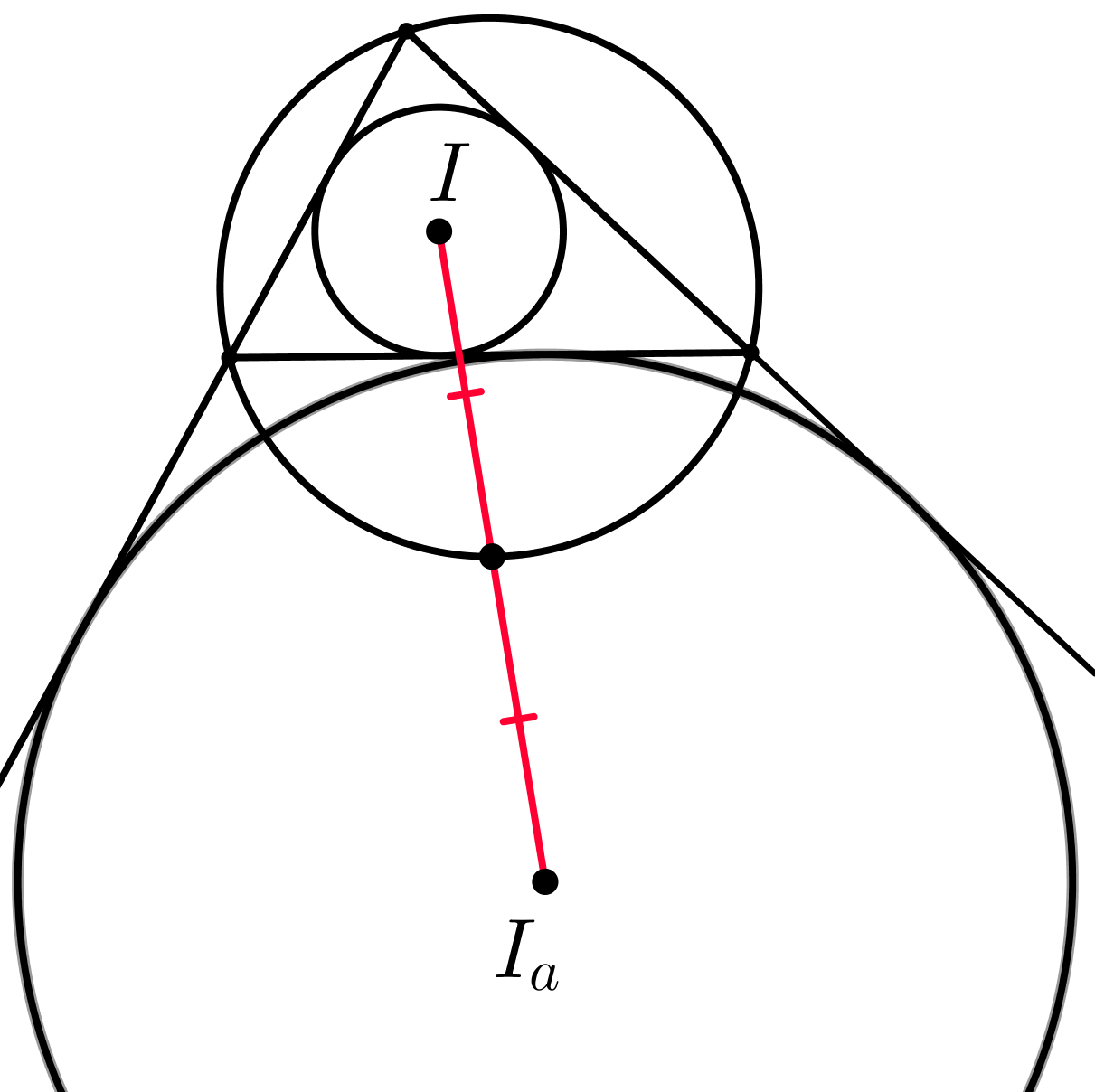
Лемма Мансиона.

Пусть у треугольника {\displaystyle ABC} точка {\displaystyle I} — центр вписанной окружности, точка {\displaystyle I_{a}} — центр вневписанной окружности, противоположной вершине {\displaystyle A}, а точка {\displaystyle L} — точка пересечения отрезка {\displaystyle II_{a}} с дугой описанной окружности (см. справа). Тогда точка {\displaystyle L} равноудалена от {\displaystyle I}, {\displaystyle I_{a}}, {\displaystyle B} и {\displaystyle C}.
Частные варианты этого утверждения носят различные названия
- Теорема Мансиона[1]: {\displaystyle L} равноудалена от {\displaystyle I} и {\displaystyle I_{a}}.
- Лемма о трилистнике[2], или лемма о трезубце[3], или лемма Мансиона[4]: {\displaystyle L} равноудалена от {\displaystyle I}, {\displaystyle B} и {\displaystyle C}.
- Лемма о трезубце[5]: {\displaystyle L} равноудалена от {\displaystyle I}, {\displaystyle I_{a}}, {\displaystyle B} и {\displaystyle C}.

Другой вариант задания точки {\displaystyle L} — как центра дуги {\displaystyle BC} описанной окружности, не содержащей точки {\displaystyle A}.

## Доказательство

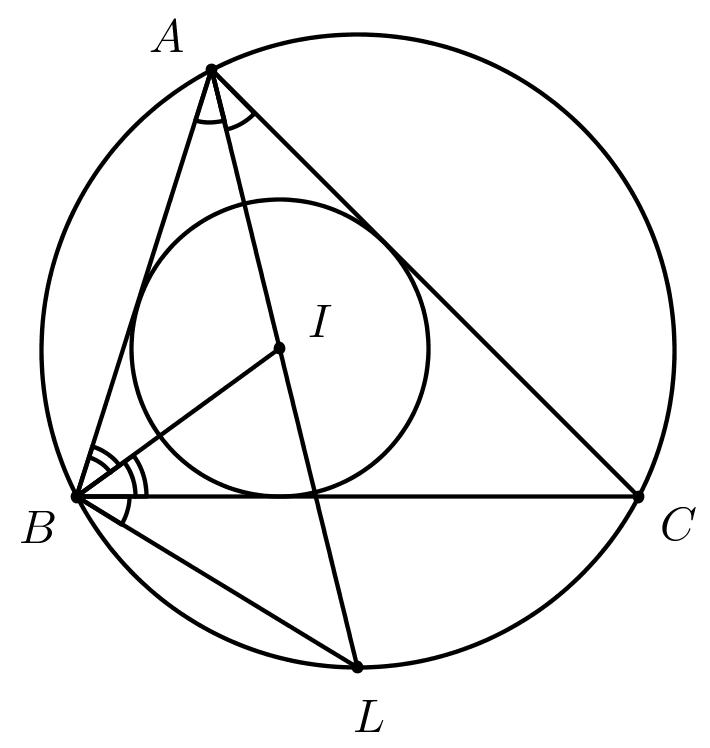

Под {\displaystyle \angle A,\angle B} будем понимать углы {\displaystyle \angle BAC,\angle ABC} соответственно. Если луч {\displaystyle AI} пересекает описанную окружность в точке {\displaystyle L}, то {\displaystyle L} является средней точкой дуги {\displaystyle BC}, отрезок {\displaystyle AL} является биссектрисой угла {\displaystyle \angle A}. Проведя отрезок {\displaystyle BI}, заметим, что
{\displaystyle \angle BIL=\angle A/2+\angle B/2,}
потому что {\displaystyle \angle BIL} внешний к треугольнику {\displaystyle \triangle AIB}, а также
{\displaystyle \angle LBI=\angle LBC+\angle CBI=\angle A/2+\angle B/2,} потому что {\displaystyle \angle LBC} и {\displaystyle \angle LAC=\angle A/2} равны, так как опираются на одну дугу {\displaystyle LC}.
Значит, треугольник {\displaystyle \triangle BLI} равнобедренный, т.е, {\displaystyle BL=LI.} Равенство {\displaystyle CL=BL} следует из того, что на обе эти хорды опирается одинаковый угол {\displaystyle \angle A/2.} Таким образом, {\displaystyle BL=LI=LC.}
Мы показали, что {\displaystyle BL=LI=LC}.

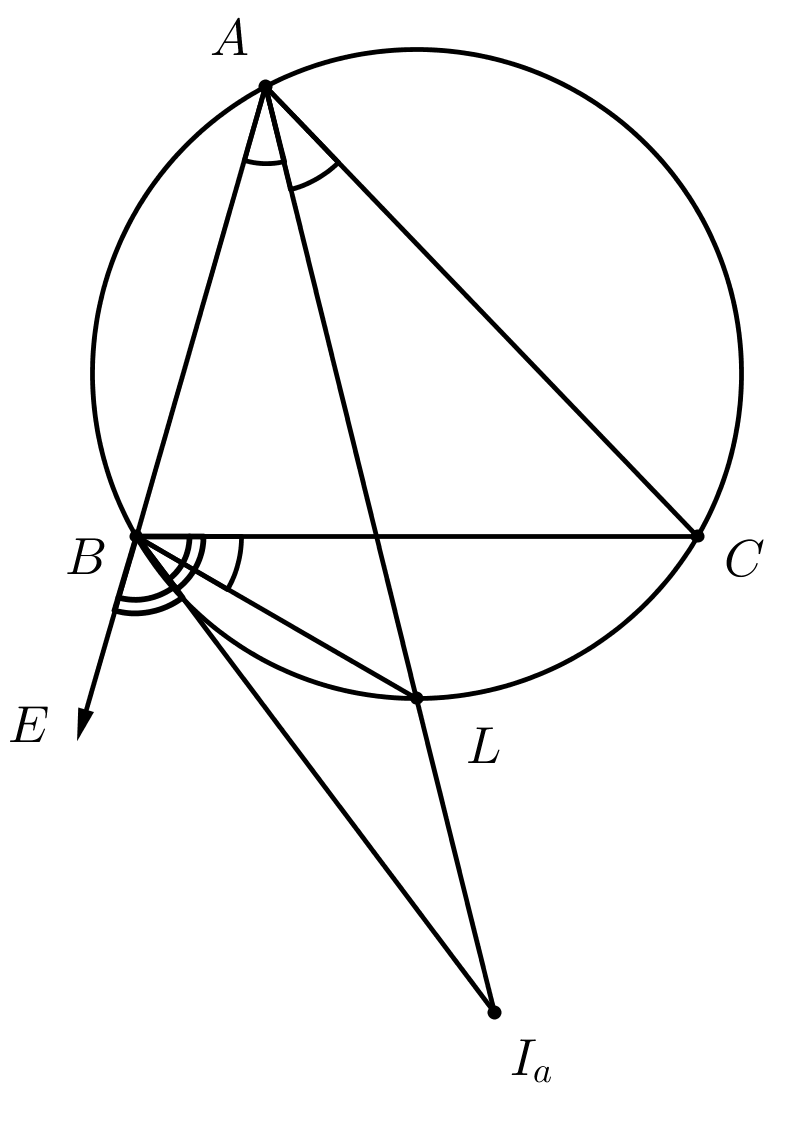

Теперь докажем что «ручка» трезубца {\displaystyle LI_{a}} равна этой же величине.
Продлим сторону {\displaystyle AB} за точку {\displaystyle B} и возьмём где-нибудь на этом продолжении точку {\displaystyle E}.
Под {\displaystyle \angle A} будем понимать {\displaystyle \angle BAC,} под {\displaystyle \angle B} будем иметь в виду угол {\displaystyle \angle EBC=180^{\circ }-\angle ABC.}
Тогда нам нужно понять, что треугольник {\displaystyle \triangle BLI_{a}} равнобедренный, то есть, что {\displaystyle \angle LBI_{a}=\angle LI_{a}B}.
С одной стороны,
{\displaystyle \angle LBI_{a}=\angle B/2-\angle A/2}
и,
так как {\displaystyle \angle EBI_{a}} внешний в треугольнике {\displaystyle \triangle BI_{a}A,} {\displaystyle \angle B/2-\angle A/2=\angle BI_{a}A}.

## Вариации и обобщения

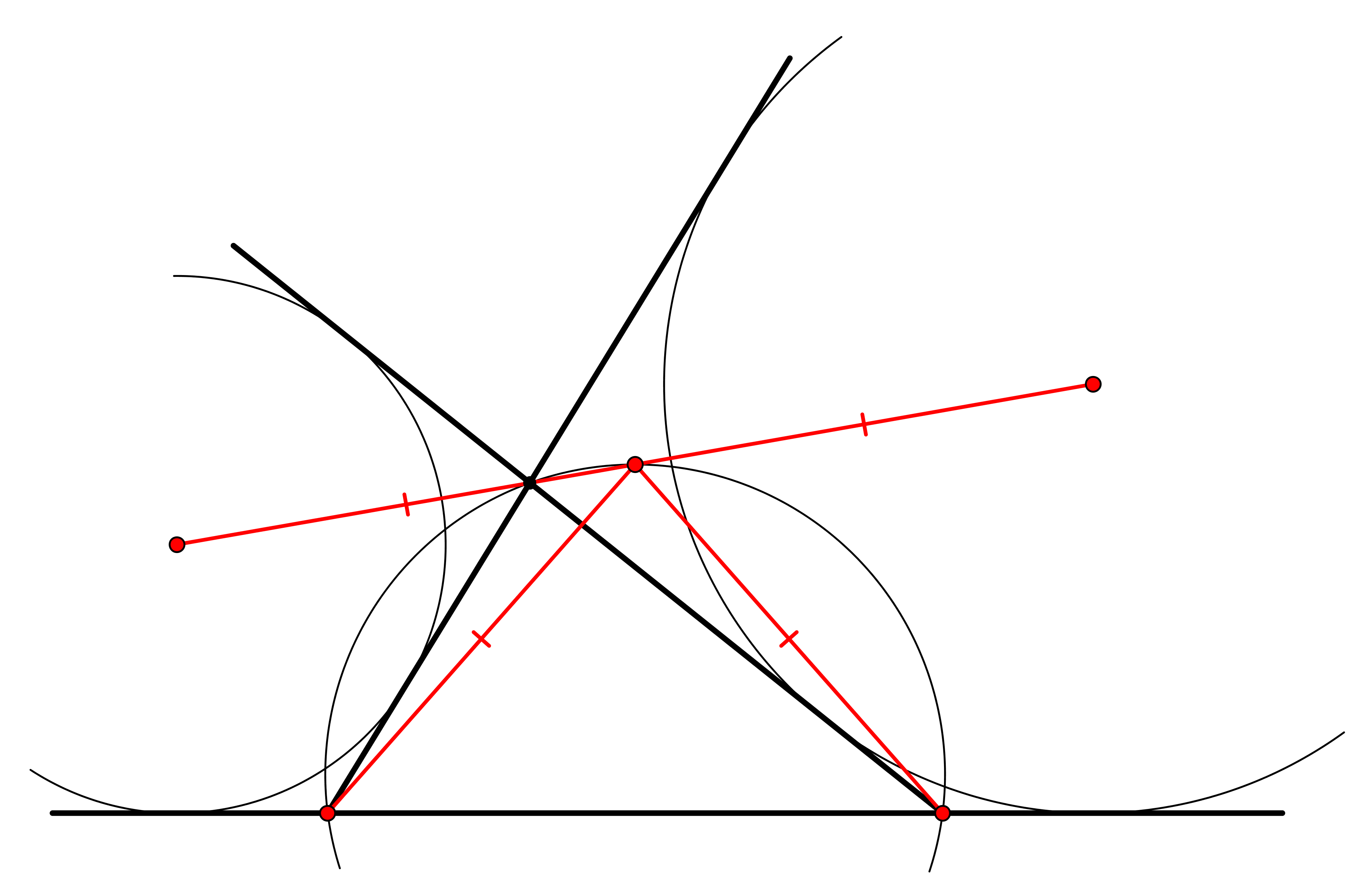
Внешняя лемма о трезубце

- Лемма о трезубце для двух центров вневписанных окружностей («внешняя» лемма о трезубце)

## Связь с окружностью Эйлера
Через лемму о трезубце можно доказать существование окружности Эйлера.
Рассмотрим остроугольный треугольник ABC.
Заметим, что четырёхугольники {\displaystyle AH_{c}HH_{b}}, {\displaystyle BH_{c}HH_{a}}, {\displaystyle H_{b}HH_{a}C} вписаны (рис. 1).

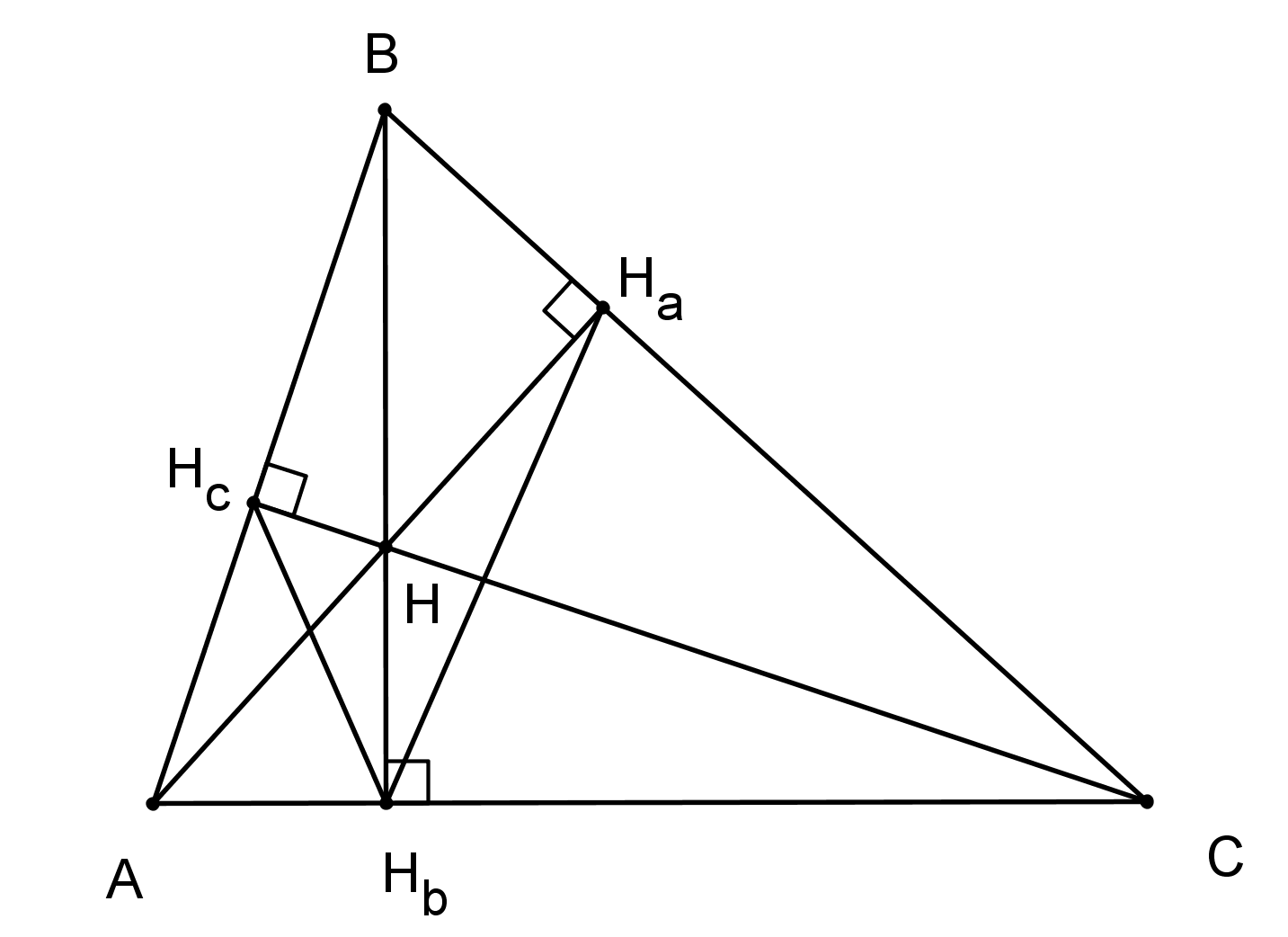
рисунок 1

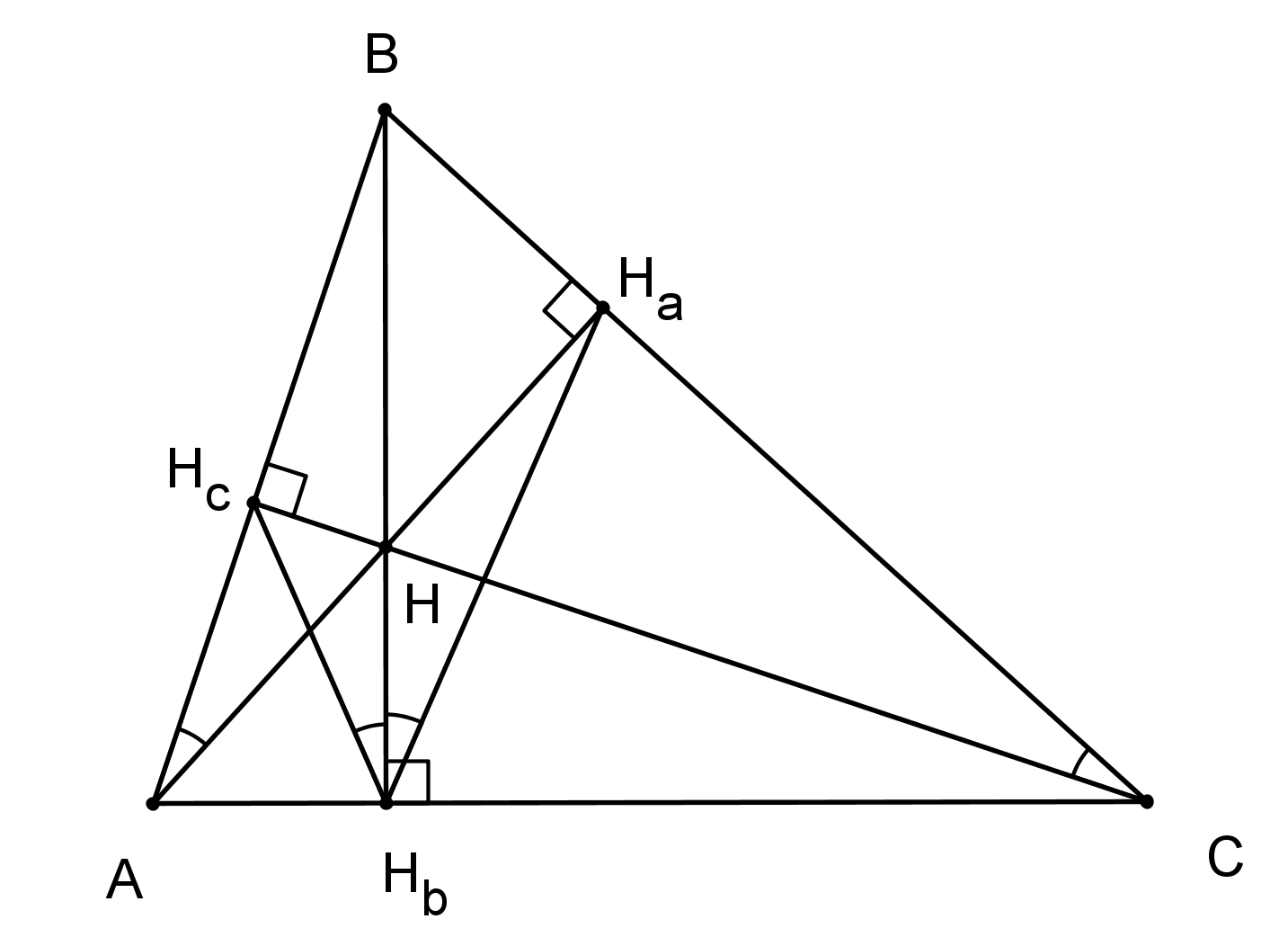
рисунок 2

Поэтому равны углы {\displaystyle \measuredangle HH_{b}H_{c}=\measuredangle HAH_{c}=\measuredangle HCH_{a}=\measuredangle HH_{b}H_{a}} (рис 2).
Из этого следует, что {\displaystyle H_{b}H} — биссектриса в треугольнике {\displaystyle \triangle H_{c}H_{b}H_{a}}.
По совершенно аналогичным причинам {\displaystyle H_{a}H} и {\displaystyle H_{c}H} тоже биссектрисы в этом треугольнике (рис 3).
Также можно заметить, что {\displaystyle AB,} {\displaystyle BC,} {\displaystyle CA} — внешние биссектрисы к треугольнику {\displaystyle \triangle H_{c}H_{b}H_{a}} (потому что каждая из них перпендикулярна своей внутренней биссектрисе).
Поэтому можно применить лемму о трезубце трижды, для каждой из сторон (рис 4).

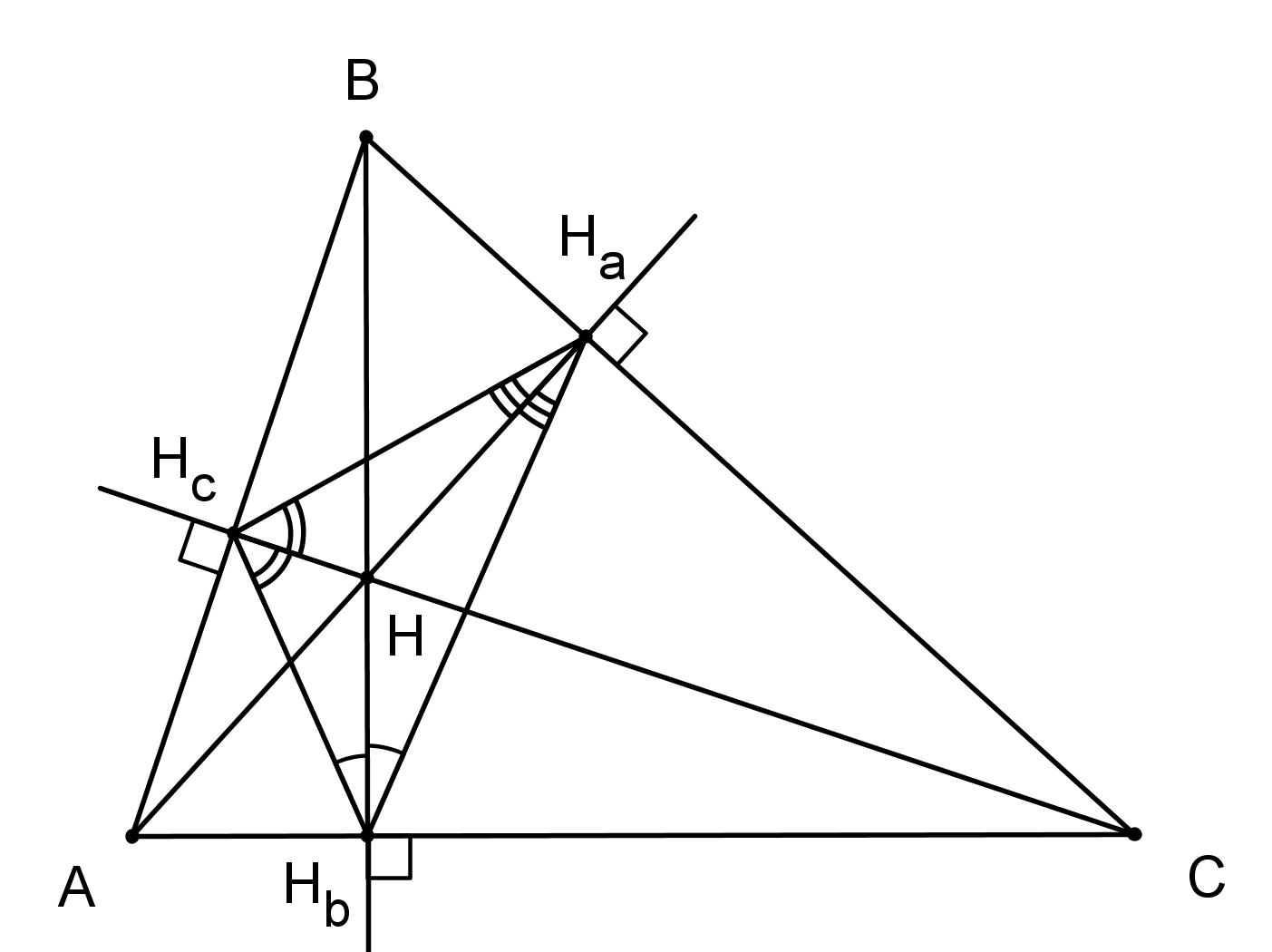
рисунок 3

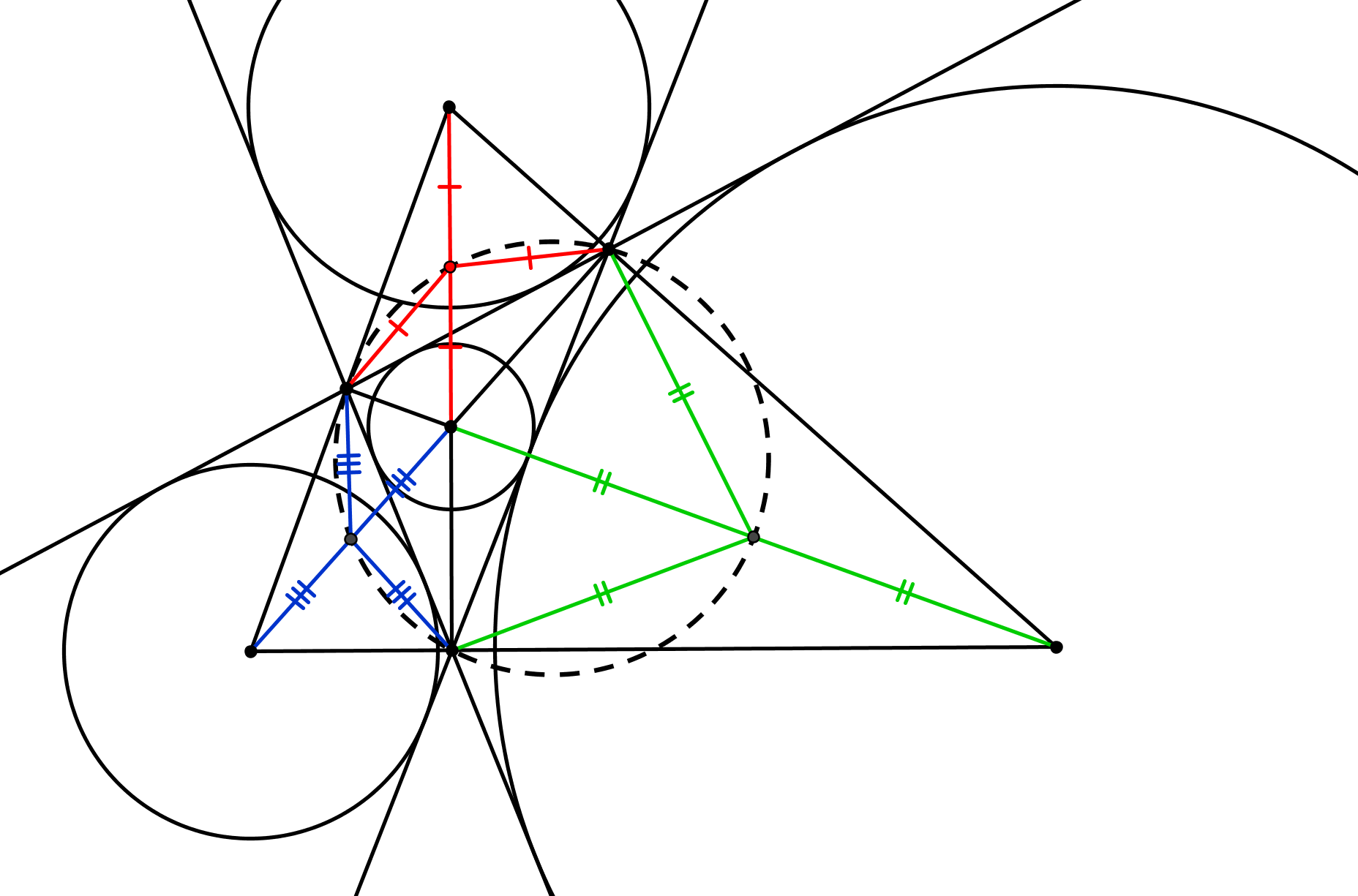
рисунок 4

Из этого получим, что середины отрезков {\displaystyle HA,HB,HC} лежат на окружности, описанной около ортотреугольника.
Теперь трижды применим внешнюю лемму о трезубце (рис 5).

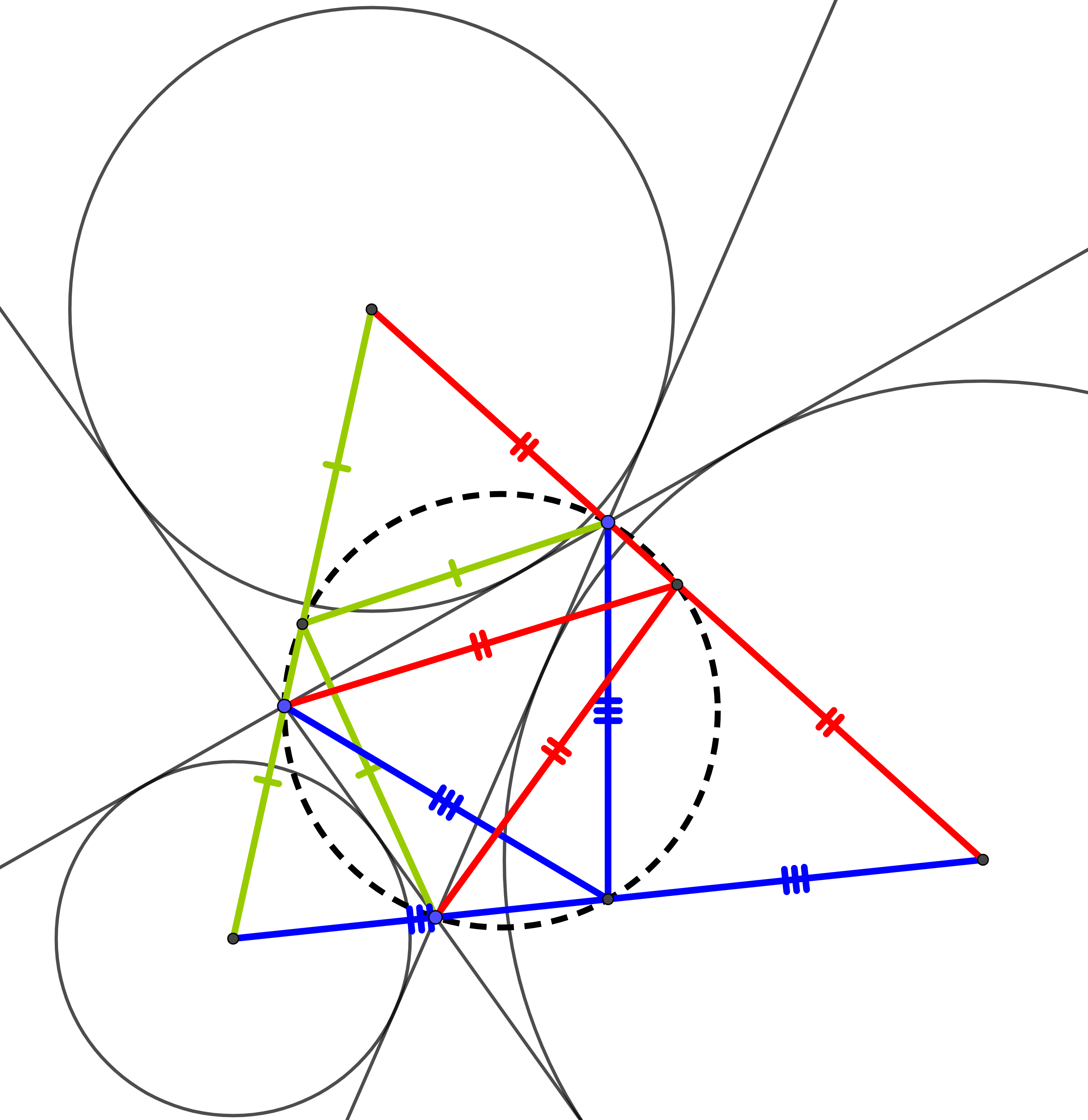
Рисунок 5

Получим, что середины сторон {\displaystyle AB,BC,CA} лежат на окружности, описанной около ортотреугольника.

### Замечание
Для того, чтобы доказать существование окружности Эйлера для тупоугольного треугольника {\displaystyle ABC} c тупым углом {\displaystyle A}, достаточно рассмотреть остроугольный треугольник {\displaystyle BCH} с ортоцентром {\displaystyle A}, и применить к нему те же рассуждения.